# Climacia areolaris
Climacia areolaris is een insect uit de familie sponsvliegen (Sisyridae), die tot de orde netvleugeligen (Neuroptera) behoort. 
Climacia areolaris is voor het eerst wetenschappelijk beschreven door Hagen in 1861.